# Altvioolconcert nr. 2 (Beamish)
Sally Beamish voltooide haar Altvioolconcert nr. 2 "The seafarer" in 2001.
Het werk ontstond uit een opdracht vanuit het festival Summer on the peninsula in 2000. Beamish werkte destijds vooral met Schotse en Zweedse musici, ensembles en orkesten. Ze wendde zich tot een zeer oud gedicht (vermoedelijk 9e eeuw), dat net een herdruk/vertaling had gekregen in een versie van Charles Harrison Wallace. De oorspronkelijke en “vernieuwde” taal laat de overeenkomsten zien tussen Schotse en Noord-Europese talen. Voor het festival schreef ze een werk voor verteller en pianotrio. Voor haar tweede altvioolconcert zocht ze het in een klein symfonieorkest. De uiteindelijke opdrachtgevers voor dit orkestwerk waren het Kamerorkest van Zweden en Kamerorkest van Schotland.
Het altvioolconcert kent de klassieke driedelige opbouw:
1. Andante irrequieto (weergave van golven, zeevogels en conflict)
2. Andante malevole (weergave van de koekoek, mopperend en ironisch)
3. Andante riflessivo (is een teruggrijpen op de delen 1 en 2)

Tabea Zimmermann voerde het werk als eerste uit. Ze werd op 25 januari 2002 in Glasgow en op 26 januari in Edinburgh begeleid door het Kamerorkest van Schotland onder leiding van Joseph Swensen. Het was geplaatst in een programma:
- Michael Tippett: Fantasia concertante on a theme of Corelli
- Sally Beamish: Altvioolconcert nr. 2
- Ralph Vaughan Williams – Symfonie nr. 5

Orkestratie:
- 2 dwarsfluiten, (II ook piccolo), 2 hobo’s, 2 klarinetten (II ook basklarinet), 2 fagotten (II ook contrafagot)
- 2 hoorns, 2 trompetten, geen trombones en tuba’s
- pauken, percussie
- violen, altviolen, celli, contrabassen